# 三条実起
三条 実起（さんじょう さねおき）は、江戸時代中期から後期にかけての公卿。右大臣・三条季晴の子。母は彦根藩主井伊直定の娘・歌智。官位は従一位・右大臣。三条家27代当主。主に桃園天皇（116代）から光格天皇（119代）に亘って朝廷に仕えた。

## 経歴
宝暦7年（1757年）に従五位上に叙爵。その後清華家三条家の当主として昇進し、明和元年（1764年）には従三位に達して公卿に列する。左近衛中将・踏歌節会外弁・権中納言・権大納言などを歴任し、寛政4年（1792年）には右近衛大将・右馬寮監となる。寛政8年（1796年）に内大臣となるも翌年には辞した。
文化11年（1814年）に右大臣になるも同年中に辞す。その後は「転法輪前右大臣」と称された。文政6年（1823年）、薨去。享年68。

## 系譜
養子は二条治孝の子女数名。
- 正室：美代 - 井伊直幸養女、蜂須賀宗鎮娘
  - 男子：三条公修
- 生母不明の子女
  - 次男：押小路実茂 - 右近衛権少将。押小路公岑養子
  - 男子：鹿園空晁 - 興福寺喜多院住職
  - 女子：沖君 - 権大納言滋野井公敬室
- 養子
  - 男子：胤麿 - 二条治孝の子